# 贝尔根 (上巴伐利亚行政区)
贝尔根（德語：Bergen，發音：[ˈbɛʁɡn̩] ⓘ）是德国巴伐利亚州上巴伐利亚行政区特劳恩施泰因县的市镇，面积36.9平方千米，2023年12月31日人口为4,970人。